# Доминиканская Республика на летних Олимпийских играх 2012
Доминиканская Республика на летних Олимпийских играх 2012 года была представлена в десяти видах спорта.
Олимпийский чемпион 2004 года Феликс Санчес выиграл своё второе золото. Это была третья золотая медаль на Олимпийских играх для спортсменов Доминиканской Республики.

## Медалисты

### Золото
| Золото |               |                                                          |
| №      | Спортсмены    | Вид спорта (дисциплина)                                  |
| 1      | Феликс Санчес | Лёгкая атлетика (мужчины, бег на 400 метров с барьерами) |

### Серебро
| Серебро |                |                                              |
| №       | Спортсмены     | Вид спорта (дисциплина)                      |
| 1       | Лугелин Сантос | Лёгкая атлетика (мужчины, бег на 400 метров) |

## Результаты соревнований

### Бокс
Мужчины
| Соревнование      | Спортсмены                  | 1-й раунд                         | 2-й раунд            | Четвертьфинал        | Полуфинал            | Финал              |
| Соревнование      | Спортсмены                  | Соперник Результат                | Соперник Результат   | Соперник Результат   | Соперник Результат   | Соперник Результат |
| ----------------- | --------------------------- | --------------------------------- | -------------------- | -------------------- | -------------------- | ------------------ |
| до 56 кг          |                             |                                   |                      |                      |                      |                    |
| Уильям Алькантара | Ромео Лембумба (GAB) В 15-6 | Мохамед Амир Уадахи (ALG) П 10-16 | Завершил выступление | Завершил выступление | Завершил выступление |                    |
| до 60 кг          |                             |                                   |                      |                      |                      |                    |
| Веллингтон Ариас  | Эдуар Марриага (COL) В 17-8 | Василий Ломаченко (UKR) П 3-15    | Завершил выступление | Завершил выступление | Завершил выступление |                    |
| до 75 кг          |                             |                                   |                      |                      |                      |                    |
| Хуниор Кастильо   | Энтони Огого (GBR) П 6-13   | Завершил выступление              | Завершил выступление | Завершил выступление | Завершил выступление |                    |

### Настольный теннис
Спортсменов — 1
Соревнования по настольному теннису проходили по системе плей-офф. Каждый матч продолжался до тех пор, пока один из теннисистов не выигрывал 4 партии. Сильнейшие 16 спортсменов начинали соревнования с третьего раунда, следующие 16 по рейтингу стартовали со второго раунда. 
Мужчины
| Соревнование     | Спортсмены    | Квалификация       | Первый раунд                   | Второй раунд                | Третий раунд         | 1/8 финала           | Четвертьфинал        | Полуфинал            | Финал                | Место |
| Соревнование     | Спортсмены    | Соперник Результат | Соперник Результат             | Соперник Результат          | Соперник Результат   | Соперник Результат   | Соперник Результат   | Соперник Результат   | Соперник Результат   | Место |
| ---------------- | ------------- | ------------------ | ------------------------------ | --------------------------- | -------------------- | -------------------- | -------------------- | -------------------- | -------------------- | ----- |
| Одиночный разряд | Линь Цзю (43) | Не участвовал      | { Ким Сон Нам (PRK) (54) В 4:3 | М. Фрейташ (POR) (17) П 0:4 | Завершил выступление | Завершил выступление | Завершил выступление | Завершил выступление | Завершил выступление | 33    |

### Стрельба
Мужчины
| Соревнование | Спортсмены | Квалификация | Квалификация | Финал | Всего     | Всего |
| Соревнование | Спортсмены | Результат    | Место        | Финал | Результат | Место |
| ------------ | ---------- | ------------ | ------------ | ----- | --------- | ----- |
| Трап         |            |              |              |       |           |       |
|              |            |              |              |       |           |       |

### Тхэквондо
Мужчины
| Соревнование           | Спортсмены   | Турнир | 1/8 финала         | Четвертьфинал      | Полуфинал          | Финал              |
| Соревнование           | Спортсмены   | Турнир | Соперник Результат | Соперник Результат | Соперник Результат | Соперник Результат |
| ---------------------- | ------------ | ------ | ------------------ | ------------------ | ------------------ | ------------------ |
| До 58 кг               |              |        |                    |                    |                    |                    |
| Юлис Габриэль Мерседес | За 1-е место |        |                    |                    |                    |                    |
| Юлис Габриэль Мерседес | За 3-е место |        |                    |                    |                    |                    |

### Тяжёлая атлетика
Спортсменов — 2
Женщины
| Категория | Спортсмен          | Вес   | Рывок | Рывок | Рывок | Толчок | Толчок | Толчок | Всего | Место |
| Категория | Спортсмен          | Вес   | 1     | 2     | 3     | 1      | 2      | 3      | Всего | Место |
| --------- | ------------------ | ----- | ----- | ----- | ----- | ------ | ------ | ------ | ----- | ----- |
| до 48 кг  | Беатрис Пирон      | 47.85 | 72    | 75    | 77    | 87     | 90     | 92     | 167   | 9     |
| до 53 кг  | Юделькис Контрерас | 52.95 | 94    | 94    | 94    | —      | —      | —      | —     | —     |